# Consejo de la Shura (Arabia Saudita)
La Asamblea Consultiva (en árabe مجلس الشورى السعودي, también llamada Consejo de la Shura), es el órgano asesor oficial de Arabia Saudita . Su función es asesorar anteproyectos de ley al Rey y a su gabinete a cargo del poder ejecutivo. En 2017, la Asamblea Consultiva está presidida por Abdullah ibn Muhammad Al ash-Sheikh. Se reúne en el Palacio Al-Yamamah en Riad.
La asamblea está compuesta por 150 miembros, todos nombrados por cuatro años por el Rey, y se constituye como el cuerpo legislativo consultivo del país. El 11 de enero de 2013, por primera vez, se impuso una cuota de 20% de representación para las mujeres sauditas, siendo 30 nombradas miembros de la Asamblea.

## Historia
El término " Shura " (en árabe : شورَى‎ / šūrā / o [ˈʃuːrɑː], "consulta", "consejo   », Majles el-Shoura ) se refiere a la tradición islámica de las consultas organizadas en las antiguas comunidades islámicas para nombrar a sus líderes tras la muerte del Profeta.
La primera Asamblea Consultiva de Arabia Saudita fue establecida por el Rey Abdulaziz el  13 de enero de 1926 y se convirtió en una institución completa en 1932. Luego fue encabezada por su hijo, el príncipe Faisal, y tenía 20 miembros. En la década de 1950, durante el reinado del rey Saud, pasó a 25 miembros, pero bajo la presión de la familia real, sus funciones fueron transferidas al gabinete del rey Saud. La institución no desapareció, pero sus actividades cesaron hasta la llegada del rey Fahd al frente del país.
En 1993, el rey Fahd fue el origen de la reedición del decreto que rige la actividad del "Consejo de la Shura", para promover la participación civil en la actividad gubernamental. La asamblea consultiva reúne a 60 miembros.
Hasta 2004, los poderes de la Shura se limitaban a la discusión de temas relacionados con las regulaciones y asuntos nacionales y de interés público. Tiene derecho a pedir a los miembros del gobierno que participen en los debates y que tengan acceso a los documentos gubernamentales. En respuesta a la presión internacional sobre el país tras los ataques del 11 de septiembre de 2001, el rey Fahd otorgó nuevos poderes al Consejo Shura, que se convirtió en abril de 2003 en miembro de pleno derecho de la Unión Interparlamentaria, una organización mundial que reúne a los parlamentos de los estados soberanos. El mandato de la Shoura se amplió en 2004 y desde entonces ha incluido la posibilidad de proponer nueva legislación y enmiendas sin la validación previa del rey.
El 11 de enero de 2013 el Rey Abdullah anunció la publicación de dos decretos para permitir a 30 mujeres sentarse en la Shura.

## Funciones
La Shura tiene el poder de redactar proyectos de ley destinados al gabinete del gobierno o al Rey, proponer revisiones y enmiendas y solicitar una audiencia de ministros que no pertenecen a la familia real. La asamblea está autorizada a proponer proyectos de ley y transmitirlos al rey, pero solo él tiene el poder de aprobarlos y hacerlos cumplir. Realiza estudios colegiados sobre los informes anuales elaborados por los ministerios y organismos oficiales. Su consejo será transmitido al rey para ayudarlo a decidir sobre decisiones políticas, tratados internacionales y planes económicos. Por último, puede examinar los presupuestos anuales y solicitar información a los distintos ministerios.

## Organización
En 2017, la Asamblea Consultiva de Arabia Saudita tenía 150 miembros, nombrados por cuatro años por el rey. Está presidido por Abdullah ibn Muhammad Al ash-Sheikh, sustituido por el vicepresidente Mohammed Al-Jefriest. . 
El 11 de enero de 2013 un real decreto abrió por primera vez la Asamblea a las mujeres reservando el  20   % de escaños para mujeres sauditas. Las mujeres nominadas son princesas, académicas y activistas, incluida Thuraya Obaïd, quien se desempeñó como Secretaria General Adjunta de las Naciones Unidas.   Huda bint Abdurrahman Al-Hilaisi como vicepresidenta de la Comisión de Asuntos Internacionales. En 2013, cuatro mujeres alcanzaron los cargos de vicepresidentas dentro de los comités de la Shura y en 2016, Muna Al Mushait fue nombrada para la presidencia del comité de salud de la asamblea consultiva.

### Comisiones
La asamblea está formada por 14 comités   : 
- Islam y asuntos judiciales
- Asuntos sociales, familiares y juveniles
- Economía y energía
- Seguridad
- Recursos humanos y administración
- Educación e investigación científica
- Cultura, información, turismo y patrimonio
- Asuntos Exteriores
- Hach, vivienda y servicios
- Salud
- Finanzas
- Transporte, Tecnología de la información y comunicación
- Comités de control y derechos humanos
- Agua, agricultura y medio ambiente

## Representación por provincia
A cada una de las 13 provincias se le asigna un número de representantes de acuerdo a su población.
| Provincia          | Porcentaje de la población | Número de miembros |
| Yauf               | 2%                         | 6                  |
| Tabuk              | 3%                         | 3                  |
| Frontera del Norte | 1%                         | 6                  |
| Ha'il              | 3%                         | 6                  |
| Casim              | 5%                         | 19,5               |
| Provincia oriental | 16%                        | 12                 |
| Medina             | 7%                         | 18                 |
| La Meca            | 22%                        | 36                 |
| Riad               | 23%                        | 27                 |
| Bahah              | 2%                         | 3                  |
| 'Asir              | 8%                         | 9                  |
| Jizan              | 6%                         | 3                  |
| Najran             | 2%                         | 1,5                |